# Forn de la Pau
Forn de la Pau es troba al carrer de la Pau, núm. 12, de Palma, Mallorca. És un dels forns tradicionals més antics de Palma. El seu origen està documentat des de l’any 1729, però és desconeix la data exacte de la fundació. Negoci ubicat a la planta baixa, l’entrada és petita amb una porta de fusta i un aparador de vidre.

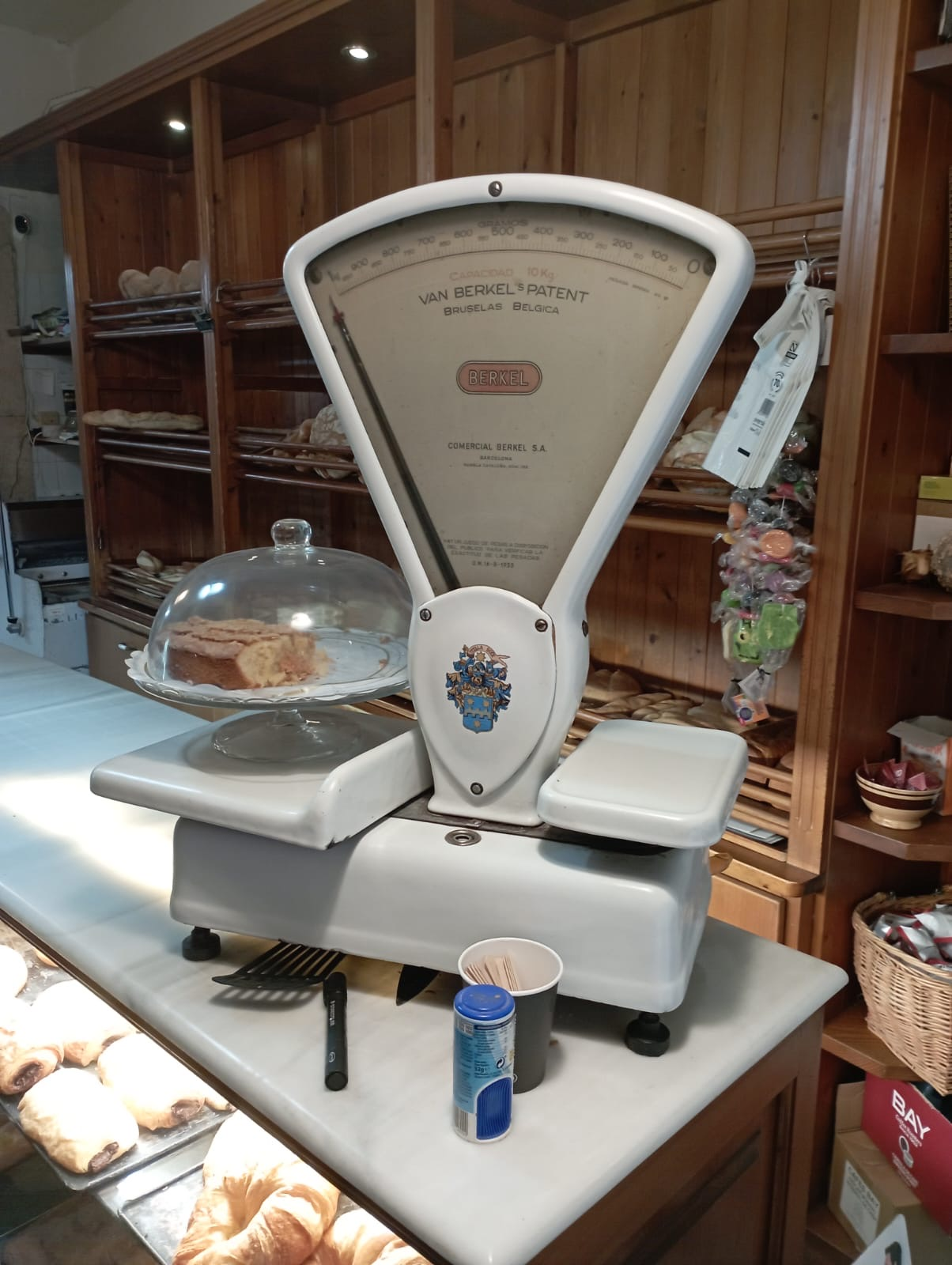
Balança antiga del Forn de la Pau

Devers l’any 1950, Tomeu Cirer i Joana Vallori, de Sencelles, el varen comprar. Amparo Ensenyat, que el regenta juntament amb el seu marit, Xisco Cirer, considera que el pa congelat ha fet molt de mal als forns tradicionals.

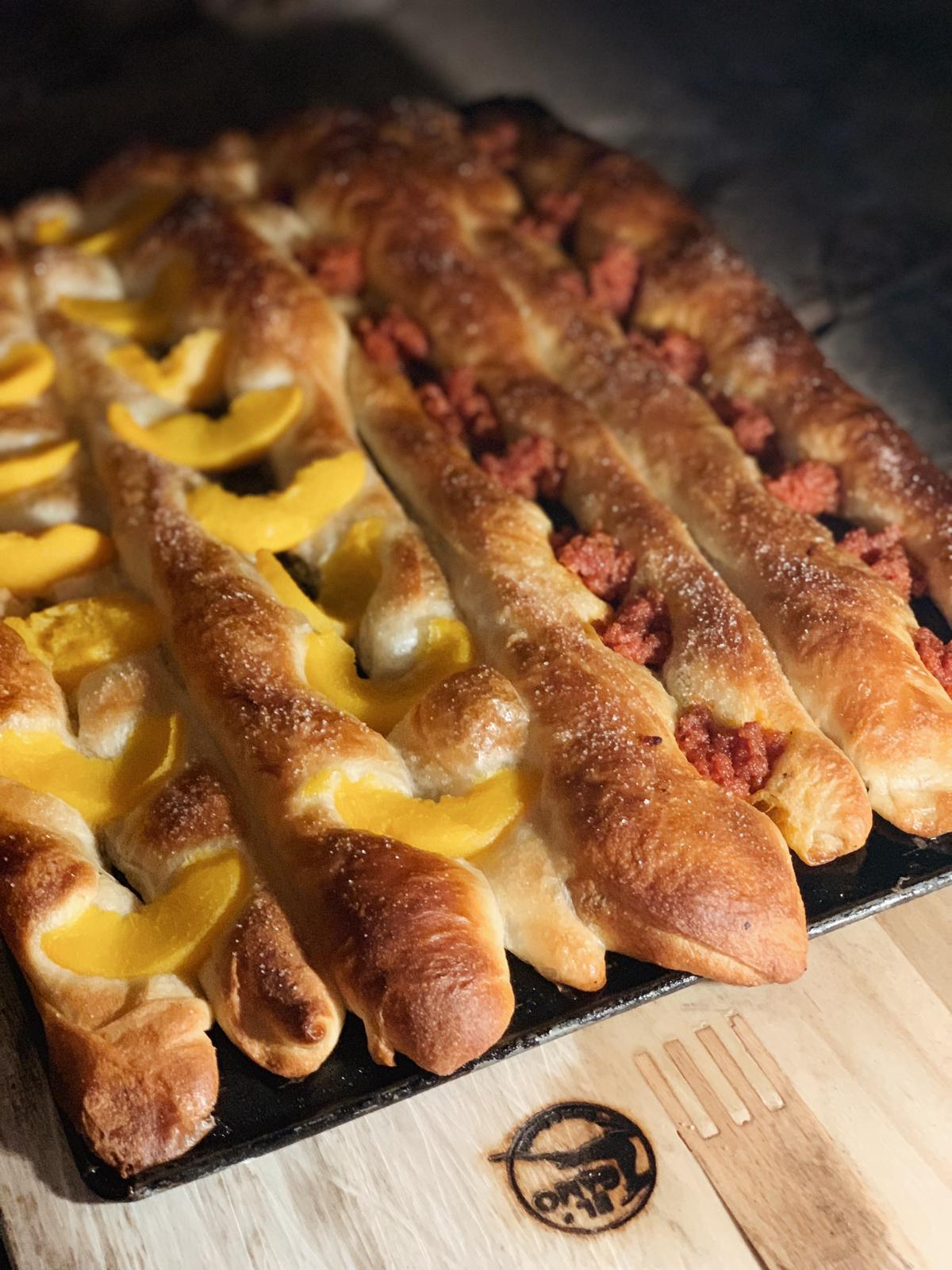
Ensaïmada allargada del Forn de la Pau

Tomeu Cirer Ensenyat i la seva germana Joana, són la tercera generació que hi fa feina. Elaboren llonguets de tinta negra, fets amb tinta de calamar, pa i tot tipus de productes tradicionals mallorquins, en què destaca l’ensaïmada allargada, invent de Joana Vallori, sogra d’Amparo. Segueixen les receptes tradicionals mallorquines i el calendari festiu. També, han introduït nous productes: pa integral, ecològic, de xeixa, d’espelta, de sègol, morú o moreno, sense perdre la qualitat. El 2018 fou guardonat en els Premis Gastronòmics, juntament amb Can Biel Felip i Can Nofre. Premi lliurat per l’Associació de Periodistes i Escriptors Gastronòmics de les Illes Balears (APEGIB). Premi que reconeix el treball, trajectòria i constància dels professionals del sector.
Encara es conserva el forn antic de llenya, que té més de 200 anys. Un altre dels elements originals que es conserva són els caixons per fermentar el pa i una balança que hi ha damunt el taulell. El mobiliari que hi ha és d’un temps passat.
El 24 de juliol de 2024 (resolució núm. 7460, Ajuntament de Palma) el manté com a Comerç Emblemàtic (categoria 1A) en l'aprovació del Catàleg d'establiments emblemàtics de 2024.

## Galeria d'imatges

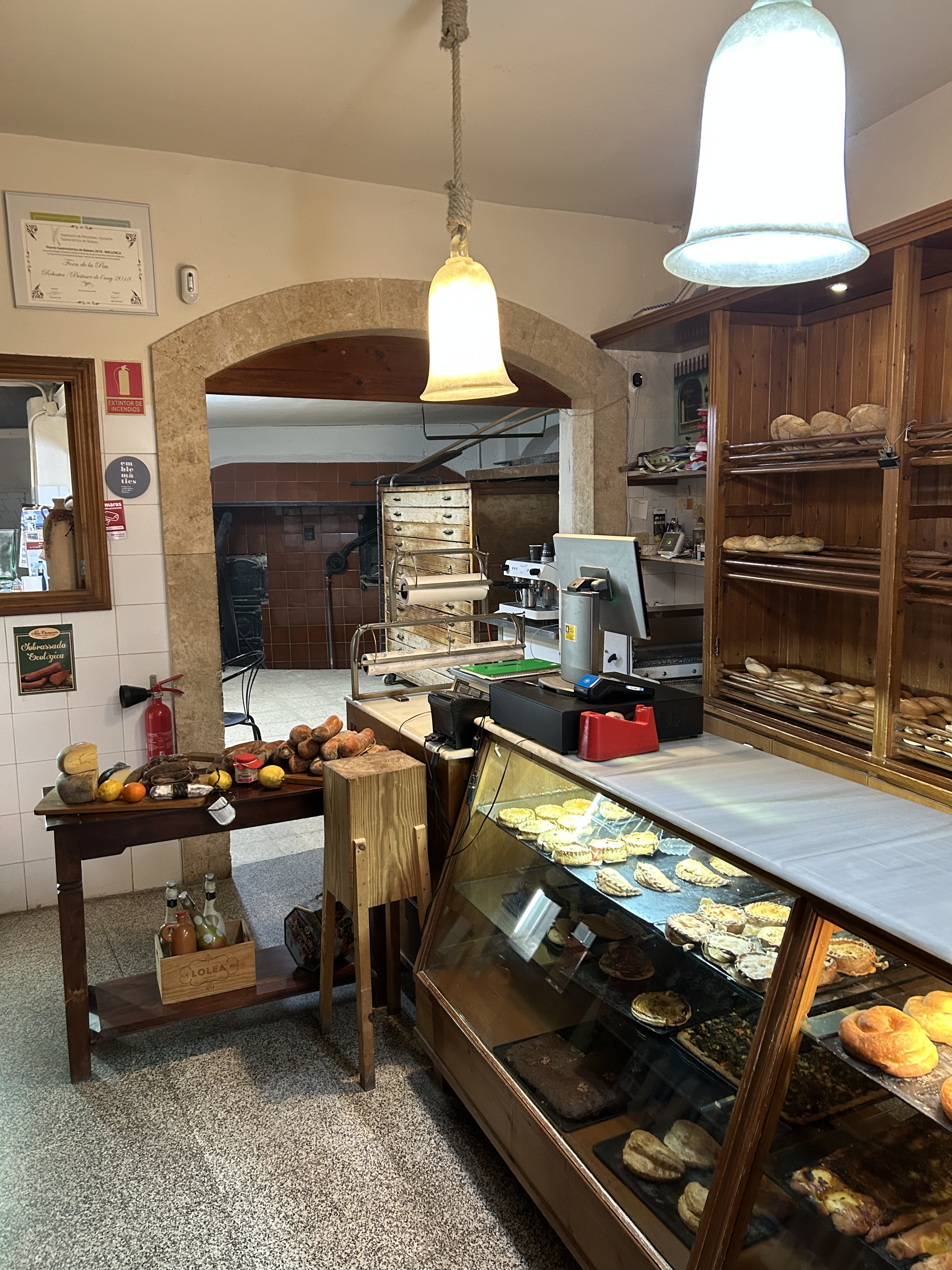
Interior del Forn de la Pau
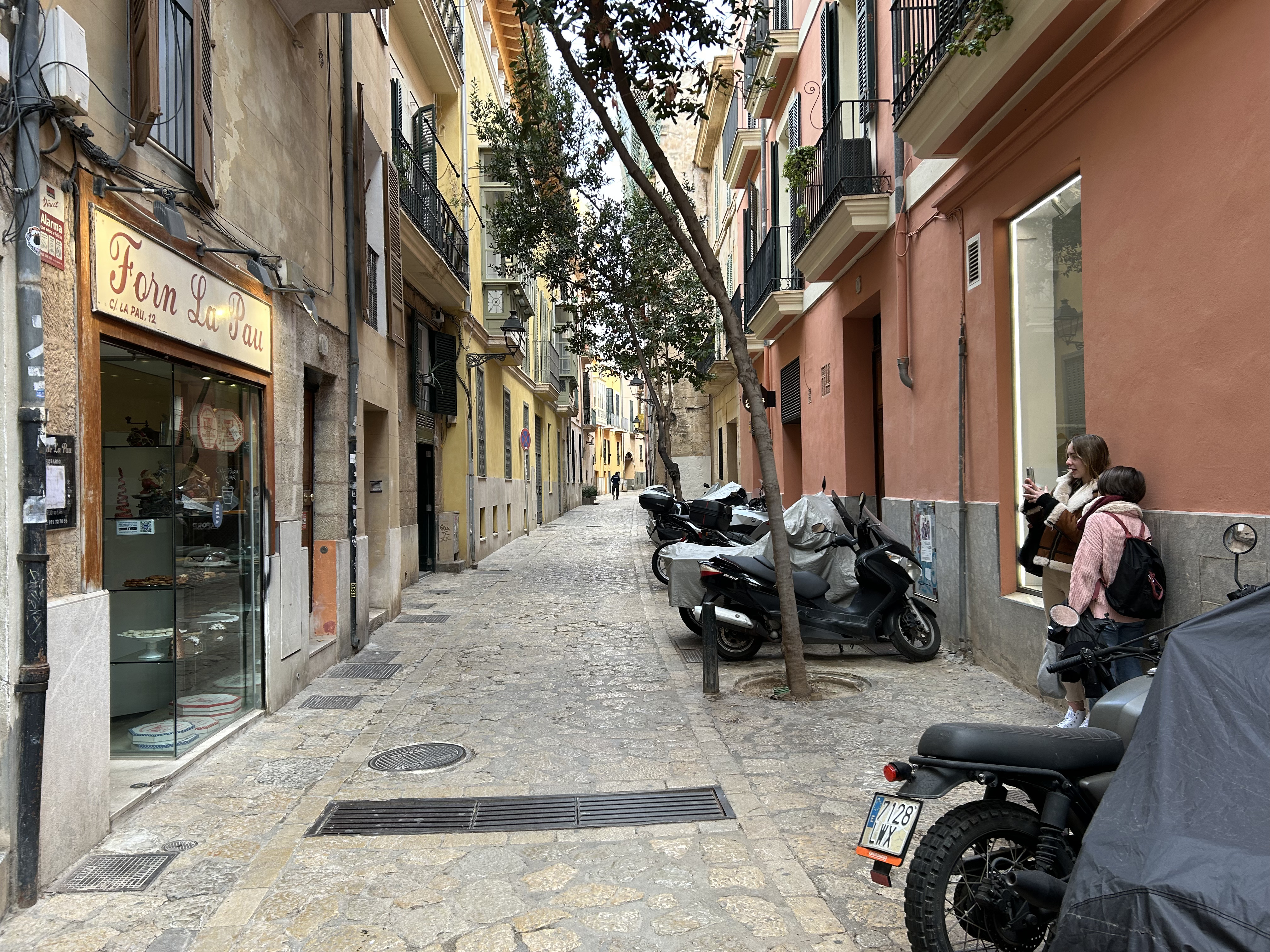
Façana del Forn de la Pau
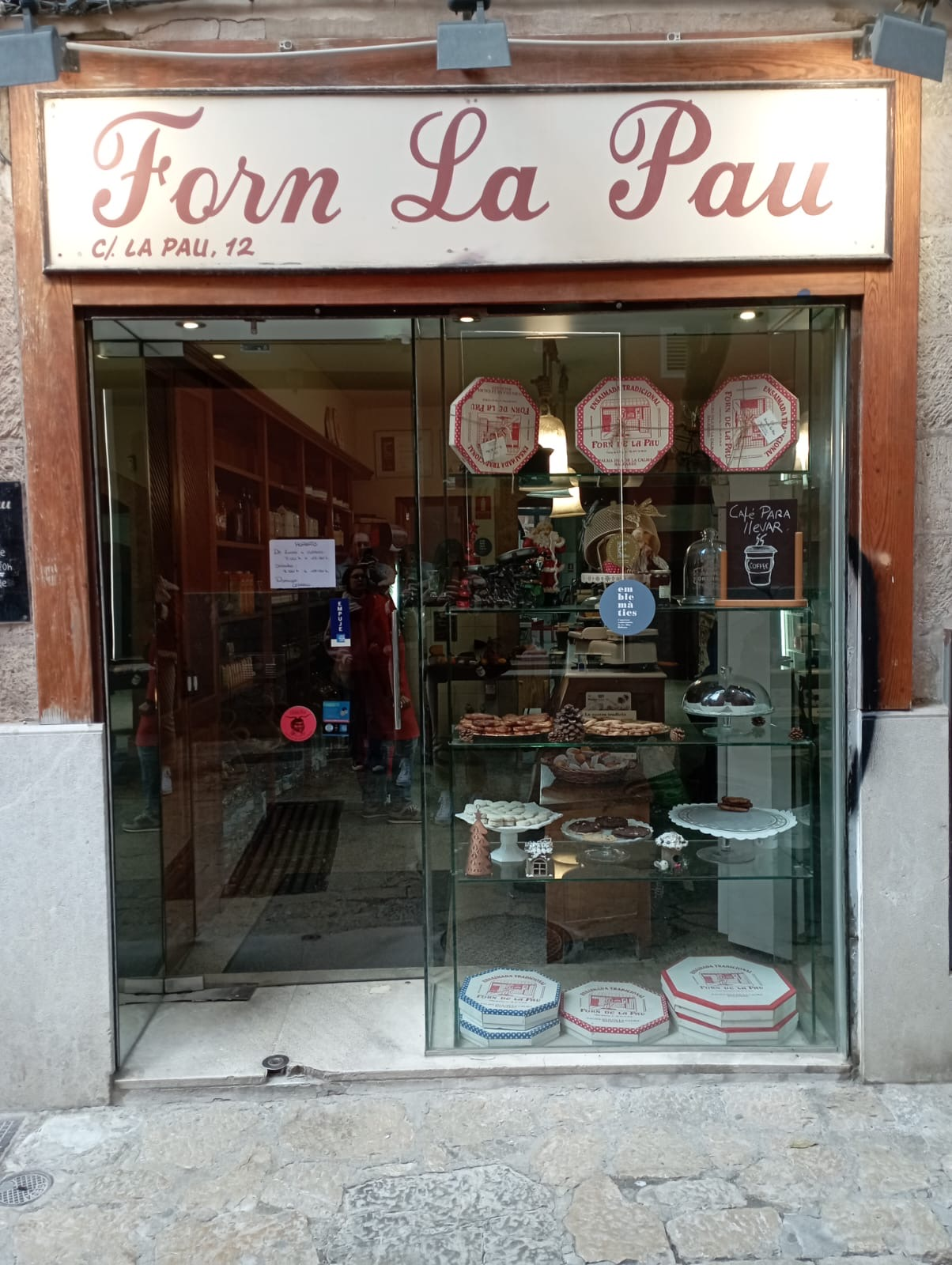
Entrada del Forn de la Pau
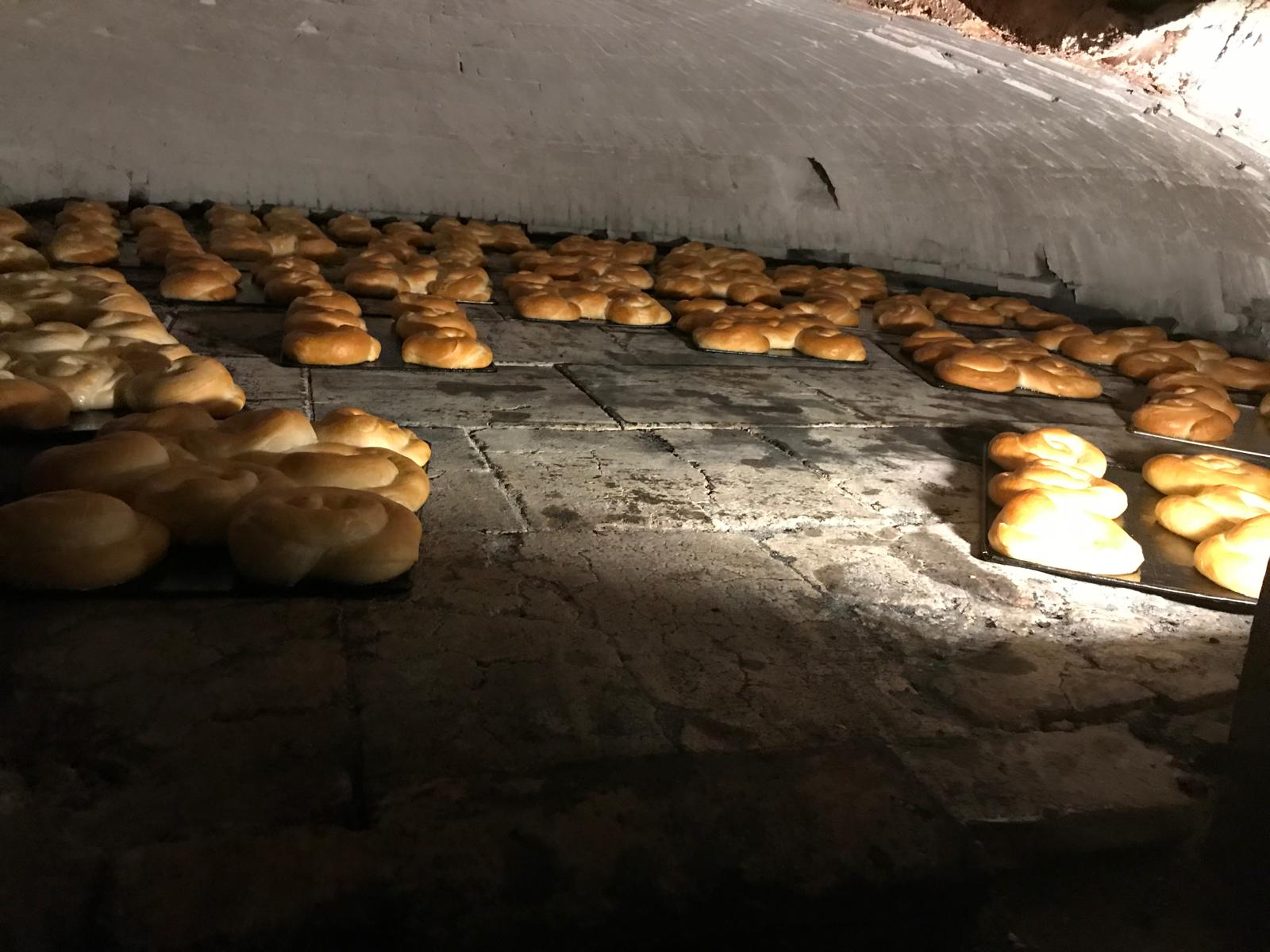
Fornada d'ensaïmades allargades
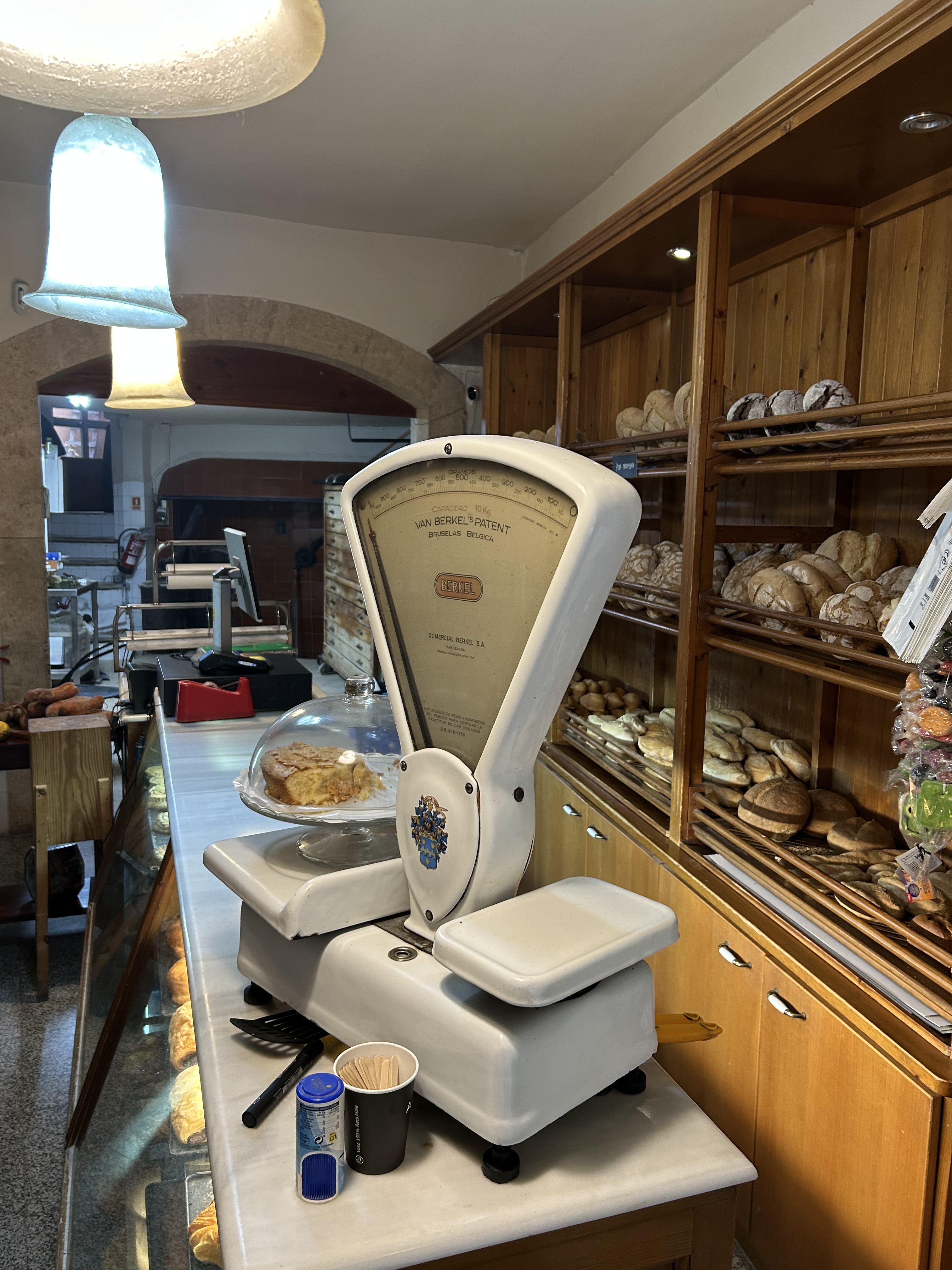
Antiga balança del Forn de la Pau